# Giovanni Vinci
Fabian Aichner, meglio conosciuto come Giovanni Vinci (Falzes, 21 luglio 1990), è un wrestler italiano.
In carriera ha detenuto due volte l'NXT Tag Team Championship insieme a Marcel Barthel.

## Carriera

### WWE (2017–2025)

#### NXT UKeNXT(2017–2022)
Il 27 settembre 2017 Aichner debuttò ad NXT, venendo sconfitto da Kassius Ohno. Dopo una serie di sconfitte, debuttò ad NXT UK nella puntata del 5 dicembre 2018 sconfiggendo Mark Andrews, mentre in quella successiva del 12 dicembre venne sconfitto da Flash Morgan Webster a causa di un'interferenza dello stesso Andrews. Tornò dopo una parentesi a NXT aiutando Walter a mantenere il WWE United Kingdom Championship contro Pete Dunne. In seguito formò insieme a Walter, Alexander Wolfe e Marcel Barthel la stable chiamata Imperium, entrando in conflitto contro Pete Dunne, Tyler Bate e Trent Seven unitisi nel British Strong Style. Nella puntata di SmackDown dell'8 novembre l'Imperium fece un'apparizione nel main roster attaccando gli Heavy Machinery. Nella puntata di NXT del 13 maggio 2020 Aichner e Barthel conquistarono l'NXT Tag Team Championship per la prima volta sconfiggendo Matt Riddle e Timothy Thatcher (Aichner divenne il secondo italiano nella storia della WWE a vincere un titolo). Nella puntata di NXT del 17 giugno mantennero con successo i titoli contro i Breezango. Nella puntata di NXT del 26 agosto Aichner e Barthel persero le cinture contro i Breezango dopo 105 giorni di regno. Nella puntata di NXT del 16 agosto affrontarono nuovamente i Breezango nella rivincita per l'NXT Tag Team Championship ma vennero sconfitti. Nella puntata di NXT del 20 gennaio 2021 vennero sconfitti dai Lucha House Party (Gran Metalik e Lince Dorado) negli ottavi di finale del Dusty Rhodes Tag Team Classic. Nella puntata di NXT del 17 agosto Aichner e Barthel affrontarono gli MSK per l'NXT Tag Team Championship ma vennero sconfitti. Nella puntata di NXT 2.0 del 14 settembre l'Imperium sconfisse Brooks Jensen e Josh Briggs. Nella puntata speciale NXT Halloween Havoc del 26 ottobre sconfissero gli MSK in un Lumber Jack-o'-Lantern match conquistando così l'NXT Tag Team Championship per la seconda volta. Il 5 dicembre, a NXT WarGames difesero i titoli contro Kyle O'Reilly e Von Wagner. Nella puntata speciale NXT New Year's Evil del 4 gennaio Aichner, Bartel e Walter vennero sconfitti dagli MSK e Riddle (appartenente al roster di Raw). Nella puntata speciale NXT Roadblock dell'8 marzo Aichner e Barthel affrontarono gli MSK per difendere i titoli di coppia ma il match terminò in un no-contest a causa dell'intervento dei Creed Brothers. Il 2 aprile, a NXT Stand & Deliver, Aichner e Barthel persero i titoli di coppia a favore degli MSK in un Triple Threat Tag Team match che comprendeva anche i Creed Brothers dopo 158 giorni di regno. L'8 aprile Barthel e Gunther vennero promossi al roster di SmackDown lasciando il solo Aichner ad NXT, anche dopo che questi aveva volontariamente abbandonato Barthel durante un incontro di coppia contro i Creed Brothers il 5 aprile.
Dalla puntata di NXT 2.0 del 24 maggio vennero mandate in onda delle vignette sul debutto di Aichner come Giovanni Vinci. Il debutto di Vinci avvenne nella puntata di NXT 2.0 del 14 giugno quando sconfisse facilmente Guru Raaj. Dopo aver sconfitto anche Apollo Crews ad NXT 2.0, nella puntata speciale NXT Heatwave del 16 agosto Vinci affrontò Carmelo Hayes per l'NXT North American Championship ma venne sconfitto.

#### Raw(2022–2024)

L'Imperium (Vinci, Gunther, e Ludwig Kaiser) a Clash at the Castle 2022

Il 3 settembre, a Clash at the Castle, fece il suo debutto nel mai roster riunendosi con Gunther e Ludwig Kaiser riformando l'Imperium. Combatté il suo primo match a SmackDown nella puntata del 9 settembre quando lui, Gunther e Kaiser sconfissero i Brawling Brutes. Nella puntata di SmackDown del 16 settembre Vinci e Kaiser presero parte ad un fatal 4-way tag team match che comprendeva anche i Brawling Brutes, l'Hit Row e il New Day per determinare gli sfidanti all'Undisputed WWE Tag Team Championship degli Usos ma il match venne vinto da Butch e Holland. L'8 ottobre, ad Extreme Rules, l'Imperium venne sconfitto dai Brawling Brutes in un good old fashioned donnybrook match.
Il 28 aprile 2023, per effetto del Draft, l'Imperium passò al roster di Raw. Il 27 novembre, a Raw, Vinci e Kaiser presero parte ad un tag team turmoil match per determinare i nuovi sfidanti all'Undisputed WWE Tag Team Championship ma vennero eliminati per ultimi dai Creed Brothers. Il 5 febbraio, a Raw, parteciparono ad un fatal four-way tag team match insieme ai Creed Brothers, i #DIY e il New Day per determinare i nuovi sfidanti all'Undisputed WWE Tag Team Championship ma a vincere furono i #DIY.
Nella puntata di Raw del 22 aprile 2024, dopo che Kaiser e Vinci hanno perso contro The New Day, Kaiser ha attaccato Vinci e lo ha cacciato dalla stable. 

#### SmackDown(2024–2025)
Una settimana dopo essere stato cacciato dall'Imperium, per effetto del draft viene spostato a SmackDown. L'atleta italiano rimane in disparte per mesi, fino alla puntata del 9 agosto quando è stato mandanto in onda un suo promo che annuncia il suo ritorno. Attraverso un altro promo, viene ufficializzato il suo ritorno nella puntata di SmackDown del 6 settembre, dove perde in pochi secondi contro Apollo Crews. La rivincita si svolge nella puntata di SmackDown del 20 settembre, ma anche in questo caso viene sconfitto.
L'8 febbraio del 2025 è stato licenziato dalla WWE.

## Personaggio

### Mosse finali
- Death valley driver
- Spinning sitout powerbomb

### Soprannomi
- "Exeptional Italian"
- "Italian Roughneck"
- "Italian Stallion of NXT"
- "Mean Machine"
- "Next Level"
- "Pride of Italy"

## Titoli e riconoscimenti
- Championship of Wrestling
  - COW Interstate Championship (1)
- Evolve Wrestling
  - Evolve Championship (1)

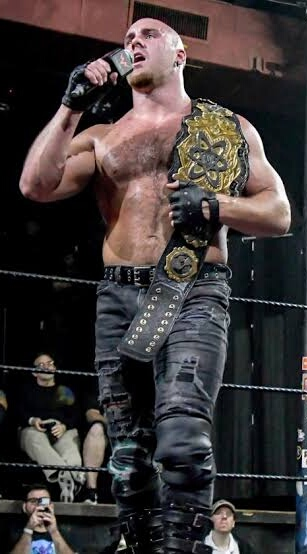
Fabian Aichner con l'Evolve Championship, titolo che ha detenuto una volta

- New European Championship Wrestling
  - NEW Hardcore Championship (1)
  - NEW World Heavyweight Championship (2)
  - NEW World Tag Team Championship (1) – con Mexx
- Power of Wrestling
  - POW Tag Team Championship (1) – con James Mason
- Pro Wrestling Illustrated
  - 238º tra i 500 migliori wrestler singoli nella PWI 500 (2020)
- WWE
  - NXT Tag Team Championship (2) – con Marcel Barthel